# Temperaturanomalien im Jahr 2018
| Monat     | Global   | Europa   |
| --------- | -------- | -------- |
| Januar    | +0,4 °C  | +2,1 °C  |
| Februar   | +0,4 °C  | −0,9 °C  |
| März      | +0,4 °C  | −1,6 °C  |
| April     | +0,5 °C  | +2,4 °C  |
| Mai       | +0,4 °C  | +2,5 °C  |
| Juni      | +0,4 °C  | +0,9 °C  |
| Juli      | +0,4 °C  | +1,7 °C  |
| August    | +0,35 °C | +1,6 °C  |
| September | +0,4 °C  | +1,7 °C  |
| Oktober   | +0,5 °C  | +1 °C    |
| November  | +0,4 °C  | +1,3 °C  |
| Dezember  | +0,47 °C | +1,2 °C. |

Die Temperaturanomalien im Jahr 2018 sind Abweichungen von Temperaturmittelwerten für das Jahr 2018. Als Vergleich dient, wenn nicht anders angegeben, die Normalperiode 1981–2010, die der von der Weltorganisation für Meteorologie (WMO) verwendete Referenzzeitraum ist. Die Abweichungen werden in diesem Artikel nach Zahlen pro Monat zum einen global und zum anderen für Europa betrachtet und beruhen auf den Angaben des Copernicus Climate Change Service (C3S). Darüber hinaus werden einige weitere regionale, monatliche Temperaturanomalien und in den jeweiligen Monat fallende Hitze- und Kältewellen sowie damit zusammenhängende Wetterphänomene und Temperaturrekorde erwähnt.

## Jahresmitteltemperaturen
Die europäische Durchschnittstemperatur im Jahr 2018 war laut Copernicus eine der drei höchsten, die jemals verzeichnet wurden. Der Sommer in Europa war der wärmste seit Beginn der Wetteraufzeichnungen. Die Schweiz verzeichnete laut dem Bundesamt für Meteorologie und Klimatologie (MeteoSchweiz) das bis dahin wärmste Jahr seit Messbeginn 1864. Australien verzeichnete laut dem Bureau of Meteorology das bis dahin drittwärmste Jahr seit Aufzeichnungsbeginn 1910.

## Januar
Der Januar 2018 war global der bisher viertwärmste Januarmonat. Die Temperaturen lagen rund 0,4 °C über denen der Normalperiode 1981–2010 bzw. um mehr als 0,3 °C unter denen des bisher wärmsten Januarmonats 2016. In Europa lagen die Temperaturen um fast 2,1 °C über denen der Normalperiode. In der Schweiz wurde der wärmste Januar seit Messbeginn 1864 verzeichnet, die Temperaturen lagen 3,1 °C über der Normalperiode.

## Februar
Der Februar 2018 war global der bisher drittwärmste Februarmonat. Die Temperaturen lagen mehr als 0,4 °C über denen der Normalperiode 1981–2010 bzw. um mehr als 0,4 °C unter denen des bisher wärmsten Februarmonats 2016. In Europa lagen die Temperaturen 0,9 °C unter denen der Normalperiode. In der Schweiz lagen die Temperaturen 3 °C unter der Normalperiode.
In einigen Gebieten der Arktis lagen die Temperaturen eine Woche lang um etwa 30 °C über dem Durchschnitt der Normalperiode.

## März
Der März 2018 war global der bisher drittwärmste Märzmonat. Die Temperaturen lagen mehr als 0,4 °C über denen der Normalperiode 1981–2010 bzw. um mehr als 0,3 °C unter denen des bisher wärmsten Märzmonats 2016. In Europa lagen die Temperaturen um rund 1,6 °C unter denen der Normalperiode. In der Schweiz lagen die Temperaturen 1 °C unter der Normalperiode.

## April
Der April 2018 war global der bisher drittwärmste Aprilmonat. Die Temperaturen lagen fast 0,5 °C über denen der Normalperiode 1981–2010 bzw. um rund 0,2 °C unter denen des bisher wärmsten Aprilmonats 2016. In Europa lagen die Temperaturen um 2,4 °C über denen der Normalperiode. In der Schweiz wurde der zweitwärmste April seit Messbeginn verzeichnet, die Temperaturen lagen 3,9 °C über der Normalperiode.

## Mai
Der Mai 2018 war global der bisher drittwärmste Maimonat. Die Temperaturen lagen rund 0,4 °C über denen der Normalperiode 1981–2010 bzw. um rund 0,2 °C unter denen des bisher wärmsten Maimonats 2016. In Europa lagen die Temperaturen 2,5 °C über denen der Normalperiode. In der Schweiz wurde der fünftwärmste Mai seit Messbeginn verzeichnet, die Temperaturen lagen 1,9 °C über der Normalperiode.

## Juni
Der Juni 2018 war global der bisher zweitwärmste Junimonat. Die Temperaturen lagen rund 0,4 °C über denen der Normalperiode 1981–2010 bzw. um 0,06 °C unter denen des bisher wärmsten Junimonats 2016. In Europa lagen die Temperaturen 0,9 °C über denen der Normalperiode. In der Schweiz wurde der viertwärmste Juni seit Messbeginn verzeichnet, die Temperaturen lagen 2 °C über der Normalperiode.

## Juli
Der Juli 2018 war global der bisher drittwärmste Julimonat. Die Temperaturen lagen mehr als 0,4 °C über denen der Normalperiode 1981–2010 bzw. um 0,1 °C unter denen des bisher wärmsten Julimonats 2016. In Europa lagen die Temperaturen rund 1,7 °C über denen der Normalperiode. In der Schweiz wurde der fünftwärmste Juli seit Messbeginn verzeichnet, die Temperaturen lagen 2 °C über der Normalperiode.

## August
Der August 2018 war global der bisher viertwärmste Augustmonat. Die Temperaturen lagen 0,35 °C über denen der Normalperiode 1981–2010 bzw. um mehr als 0,2 °C unter denen des bisher wärmsten Augustmonats 2016. In Europa lagen die Temperaturen 1,6 °C über denen der Normalperiode. In der Schweiz wurde der drittwärmste August seit Messbeginn verzeichnet, die Temperaturen lagen 2,1 °C über der Normalperiode.

## September
Der September 2018 war global der bisher viertwärmste Septembermonat. Die Temperaturen lagen rund 0,4 °C über denen der Normalperiode 1981–2010 bzw. um weniger als 0,2 °C unter denen des bisher wärmsten Septembermonats 2016. In Europa lagen die Temperaturen um fast 1,7 °C über denen der Normalperiode. In der Schweiz wurde der siebtwärmste September seit Messbeginn verzeichnet, die Temperaturen lagen 2,3 °C über der Normalperiode.

## Oktober
Der Oktober 2018 war global der bisher viertwärmste Oktobermonat. Die Temperaturen lagen mehr als 0,5 °C über denen der Normalperiode 1981–2010 bzw. um mehr als 0,1 °C unter denen des bisher wärmsten Oktobermonats 2015. In Europa lagen die Temperaturen um rund 1 °C über denen der Normalperiode. In der Schweiz wurde der sechstwärmste Oktober seit Messbeginn verzeichnet, die Temperaturen lagen 1,5 °C über der Normalperiode. Am 24. Oktober wurde in Locarno-Monti, mit einem Tagesmaximum von 30,5 °C, der erste Hitzetag im Oktober in der Schweiz registriert.

## November
Im November 2018 lagen die Temperaturen mehr als 0,4 °C über denen der Normalperiode 1981–2010 bzw. um fast 0,2 °C unter denen der bisher wärmsten Januarmonate 2015 und 2016. In Europa lagen die Temperaturen um fast 1,3 °C über denen der Normalperiode. In der Schweiz lagen die Temperaturen 1,6 °C über der Normalperiode.

## Dezember
Im Dezember 2018 lagen die Temperaturen 0,47 °C über denen der Normalperiode 1981–2010 bzw. um mehr als 0,2 °C unter denen des bisher wärmsten Dezembermonats 2015. In Europa lagen die Temperaturen rund 1,2 °C über denen der Normalperiode. In der Schweiz lagen die Temperaturen 1,6 °C über der Normalperiode.